# Wilgotnica nielepka

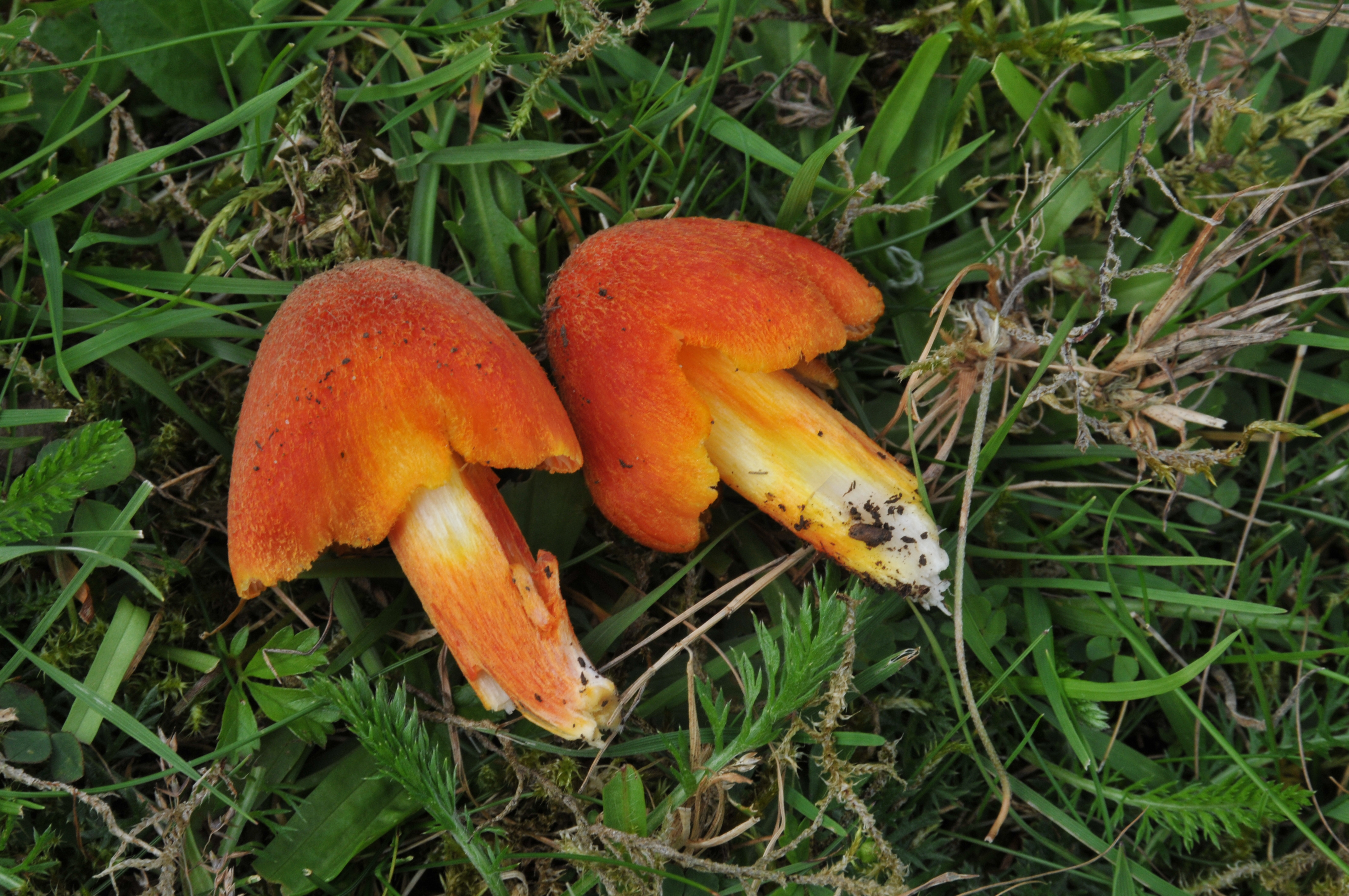

Wilgotnica nielepka, wilgotnica pośrednia (Hygrocybe intermedia (Pass.) Fayod) – gatunek grzybów z rodziny wodnichowatych (Hygrophoraceae).

## Systematyka i nazewnictwo
Pozycja w klasyfikacji według Index Fungorum: Hygrocybe, Hygrophoraceae, Agaricales, Agaricomycetidae, Agaricomycetes, Agaricomycotina, Basidiomycota, Fungi.
Po raz pierwszy takson ten zdiagnozował w 1872 r. Giovanni Passerini nadając mu nazwę Hygrophorus intermedius. Obecną, uznaną przez Index Fungorum nazwę nadał mu w 1871 r. Victor Fayod.
Synonimy:
- Godfrinia intermedia (Pass.) Herink 1958
- Godfrinia intermedia var. citrina Herink 1958
- Godfrinia intermedia (Pass.) Herink 1958 var. intermedia
- Hygrocybe intermedia (Pass.) Fayod 1889 f. intermedia
- Hygrocybe intermedia var. citrina (Herink) E. Ludw. 2012
- Hygrocybe intermedia (Pass.) Fayod 1889 var. intermedia
- Hygrophorus intermedius Pass. 1872
- Pseudohygrocybe intermedia (Pass.) Kovalenko 1988

Nazwę polską zaproponował w 2003 r. Władysław Wojewoda, w 1983 r. wraz z Barbarą Gumińską opisywali ten gatunek pod nazwą wilgotnica pośrednia.

## Morfologia
Kapelusz
Średnicy 0,8-2,5 cm, młody – półkulisty, później rozpostarty i na środku zagłębiony, starsze okazy czasami bywają pofalowane. Powierzchnia sucha, matowa i aksamitna, drobnołuseczkowata, zwłaszcza na środku. Brzeg bez prążkowania. Barwa od jasnopomarańczowej do ogniście pomarańczowej. 
Blaszki
Szeroko przyrośnięte i zbiegające, rzadkie, z wieloma blaszeczkami, początkowo białawe, potem chromowożółte z pomarańczowym odcieniem. Ostrza jaśniejsze.
Trzon
Wysokości od 2 do 5 cm, średnicy od 0,2 do 0,4 cm, cylindryczny, czasami spłaszczony, w środku pusty. Powierzchnia gładka, tylko na szczycie czasami oszroniona, barwa pomarańczowoczerwona, w dolnej części żółtopomarańczowa.
Miąższ
W kapeluszu cienki, kruchy, nie czerniejący. Ma łagodny smak bez wyraźnego zapachu.
Wysyp zarodników
Biały. Zarodniki gładkie, elipsoidalne lub pestkowate, ale zmienne pod względem kształtu i wielkości. 

## Występowanie i siedlisko
Wilgotnica nielepka występuje w Europie i jest tutaj szeroko rozprzestrzeniona. W piśmiennictwie naukowym na terenie Polski do 2003 r. podano 6 stanowisk. Jest rzadka. Znajduje się na Czerwonej liście roślin i grzybów Polski. Ma status E – gatunek wymierający. Znajduje się na listach gatunków zagrożonych także w Szwajcarii, Niemczech, Danii, Holandii, Norwegii, Szwecji.  
Rozwija się w trawie i mchach na wilgotnych łąkach i torfowiskach, także na górskich pastwiskach, obrzeżach dróg, w parkach i zaroślach. Owocniki pojawiają się od lipca do października. 

## Gatunki podobne
Charakterystyczną cechą wilgotnicy nielepkiej jest matowy i nielepki kapelusz. Morfologicznie podobna jest wilgotnica ostrostożkowata (Hygrocybe persistens), ale jest mniejsza i ma lepki kapelusz, zawsze z ostrym garbem. Wilgotnica okazała (Hygrocybe splendisissimus) ma kapelusz czereśniowoczewrwony, miąższ uw górnej części trzonu czerwonawy, a u podstawy żółtawy.